# Pericharax heteroraphis
Pericharax heteroraphis är en svampdjursart som beskrevs av Poléjaeff 1883. Pericharax heteroraphis ingår i släktet Pericharax och familjen Leucettidae.
Artens utbredningsområde är havet utanför Sydafrika. Inga underarter finns listade i Catalogue of Life.